# Томпсон, Тристан
Тристан Тревор Джеймс Томпсон (англ. Tristan Trevor James Thompson; род. 13 марта 1991, Брамптон, Онтарио) — канадский профессиональный баскетболист, выступающий за клуб «Кливленд Кавальерс» из НБА. Играет на позиции тяжёлого форварда и центрового. Он был выбран на драфте НБА 2011 года под общим четвёртым номером.

## Биография
Тристан Томпсон родился в городе Торонто, провинция Онтарио, в семье выходцев с Ямайки. В старшую школу Томпсон пошёл в родном Брамптоне, уже в первый год обучения он заявил о себе как о перспективном баскетболисте. Три американских университета, Флоридский, Канзасский и Техасский, заранее предложили Томпсону стипендию и из трёх предложений он выбрал Техас. На второй год обучения Тристан перевёлся в подготовительную школу Святого Бенедикта в Ньюарке, штат Нью-Джерси. Там он провёл полтора года, став одним из наиболее перспективных баскетболистов среди школьников США, после чего перевёлся в школу Финдли в Хендерсоне, штат Невада, где проучился ещё полтора года. В выпускном классе Тристан был включён в символическую сборную школьного чемпионата по версии McDonald's.
Томпсон поступил в Техасский университет в Остине в 2010 году и провёл один сезон, выступая за университетскую баскетбольную команду. Он сразу же получил место в стартовой пятёрке команды и в среднем за игру студенческого чемпионата набирал 13,1 очков, делал 7,8 подборов и 2,4 блок-шота. По итогам сезона он был признан лучшим новичком конференции Big 12, вошёл в сборные новичков, обороняющихся игроков и вторую сборную конференции, а также включён в сборную новичков студенческого чемпионата по версии журналистов USBWA.

## Профессиональная карьера

### Кливленд Кавальерс (2011—2020)

#### 2011—2012: Дебютный сезон
23 июня 2011 года Томпсон был выбран на драфте НБА под четвёртым номером командой «Кливленд Кавальерс». Во время локаута в НБА он вернулся в колледж, чтобы продолжить обучение. 9 декабря 2011 года, незадолго до начала предсезонных сборов, Томпсон подписал с «Кавальерс» начальный четырёхлетний контракт, по которому его зарплата составит 16,65 миллионов долларов. Его дебют в НБА состоялся 26 декабря 2011 года в игре против «Торонто Рэпторс», в которой он провёл на площадке 17 минут, за которые набрал 12 очков и сделал 5 подборов. И Томпсон, и его товарищ по команде Кайри Ирвинг впоследствии были выбраны для участия в матче восходящих звезд 2012 года. Однако Томпсон был выбран в команду Шака, а Ирвинг - в команду Чака.
Томпсон закончил сезон со средними показателями 8,2 очка и 6,5 подбора в 60 играх, был включен во вторую сборную новичков НБА и стал первым канадцем, который был включен в сборную новичков НБА.

#### 2012—2013
В сезоне 2012/13 Томпсон работал над тем, чтобы его броски было сложнее заблокировать, для чего поменял бросковую руку с левой на правую. На протяжении большей части сезона почти 17%, или один из шести, его бросков блокировались, что превысило показатель бывшего игрока НБА Дэнни Фортсона в 16,7% в сезоне 1997/98. К концу сезона этот показатель Томпсона снизился примерно до 15%, чего до него добивались только три игрока. В дальнейшем Томпсон совершал в среднем 3,7 подбора в нападении за игру, что стало пятым показателем в НБА и первым среди игроков-второгодок, и установил рекорд «Кавальерс» по количеству подборов в нападении за один сезон - 306 (второй показатель в НБА), превзойдя показатель Жидрунаса Илгаускаса - 299 подборов в нападении в сезоне 2004/05. Томпсон также записал на свой счет 31 дабл-дабл в сезоне, став девятым игроком в истории клуба, которому удалось сделать не менее 30 дабл-даблов в одном сезоне. В сезоне 2012/13 Томпсон принял участие во всех 82 играх, набирая в среднем 11,7 очка, 9,4 подбора и 0,9 блока за 31,3 минуты игры.

#### 2013—2014
В сезоне 2013/14 Томпсон провел практически идентичный сезон в составе «Кавальерс»: он принял участие во всех 82 матчах, набирая в среднем 11,7 очка и 9,2 подбора за 31,6 минуты игры. Томпсон занял пятое место в Восточной конференции по количеству дабл-даблов за сезон (36), что стало лучшим результатом в команде и карьере.

#### 2014—2015
В межсезонье 2014 года «Кавальерс» приобрели звездных форвардов Леброна Джеймса и Кевина Лава. Большую часть сезона Томпсон выходил со скамейки запасных, укрепляя свое место в статусе одного из лучших игроков при подборах в нападении и набирая в среднем 8,5 очка и 8 подборов за игру. Томпсон сыграл во всех 82 матчах и 15 раз выходил в стартовой пятерке. «Кавальерс» завершили сезон с результатом в 53 победы и 29 поражений и впервые с 2010 года попали в плей-офф. В начале первого раунда Кевин Лав вывихнул плечо и выбыл из строя до конца плей-офф. Томпсон стал основным игроком после травмы Лава и помог «Кавальерс» выйти в финал НБА 2015 года. В финале «Кавальерс» встретились с «Голден Стэйт Уорриорз» и проиграли серию в шести матчах. Во время плей-офф Томпсон стал одним из лучших игроков при подборах в НБА, особенно в нападении. По окончании сезона Томпсон стал ограниченно свободным агентом.

#### 2015—2016: Чемпионский сезон
22 октября 2015 года Томпсон переподписал контракт с «Кавальерс» на пять лет и 82 миллиона долларов. 25 января 2016 года Томпсон набрал максимальные за сезон 19 очков и 12 подборов в победе над «Миннесотой Тимбервулвз». 26 марта в победе над «Нью-Йорк Никс» Томпсон повторил рекорд Джима Чоунса, приняв участие в 361-й игре подряд за «Кавальерс». Через три дня он побил этот рекорд, приняв участие в 362-й игре подряд в матче против «Хьюстон Рокетс». Благодаря Томпсону «Кавальерс» второй сезон подряд вышли в финал НБА. Там они вошли в историю НБА, оправившись от отставания 3:1 от «Голден Стэйт Уорриорз» и выиграв серию в семи матчах, положив конец 52-летней чемпионской засухе в Кливленде.

#### 2016—2017
26 декабря 2016 года в матче с «Детройт Пистонс» Томпсон стал первым игроком в истории франшизы, сыгравшим 400 матчей подряд в регулярном чемпионате. 5 апреля 2017 года Томпсон пропустил матч «Кавальерс» против «Бостон Селтикс» из-за растяжения связок большого пальца правой руки. Травма Томпсона завершила его серию из 447 игр подряд - самую длинную в истории команды и самую длинную в лиге на тот момент. Из-за травмы он пропустил четыре игры, после чего вернулся в строй в финальной игре регулярного чемпионата 12 апреля против «Торонто Рэпторс». Благодаря Томпсону «Кавальерс» в первых трех раундах плей-офф проиграли лишь один раз и третий сезон подряд вышли в финал НБА. Там «Кавальерс» встретились с «Голден Стэйт Уорриорз», но проиграли серию в пяти матчах.

#### 2017—2018
2 ноября 2017 года Томпсон выбыл на срок от 3 до 4 недель из-за растяжения левой икры, полученного накануне в игре с «Индианой Пэйсерс». 12 декабря 2017 года Томпсон сыграл в своей первой игре с 1 ноября; за 6 минут матча с «Атлантой Хокс» он не набрал очков и не сделал ни одного подбора. 25 февраля 2018 года Томпсон сделал максимальные в сезоне 13 подборов за 23 минуты в проигрыше от «Сан-Антонио Спёрс». В седьмой игре первого раунда серии плей-офф против «Пэйсерс» Томпсон, сыгравший всего 24 минуты в первых шести матчах, вышел в стартовом составе и набрал 15 очков и 10 подборов в победе со счетом 105-101. «Кавальерс» дошли до финала НБА 2018 года, где вновь проиграли «Голден Стэйт Уорриорз».

#### 2018—2019
В начале сезона Томпсон, выступая за «Кавальерс», набирал максимальное количество в среднем за игру за карьеру очков (12,0) и подборов (11,6) в 27 матчах. Однако 11 декабря он выбыл на срок от 2 до 4 недель из-за растяжения связок левой стопы. Томпсон вернулся в строй 2 января против «Майами Хит», пропустив 10 игр, но вскоре получил ещё одну травму. 20 марта против «Милуоки Бакс» Томпсон вышел на площадку, пропустив 26 игр из-за болей в левой стопе.

#### 2019—2020
9 января 2020 года Томпсон оформил дабл-дабл, набрав 35 очков, 14 подборов, три передачи, три блока и перехват в матче с «Детройт Пистонс».

### Бостон Селтикс (2020—2021)
30 ноября 2020 года Томпсон подписал двухлетний контракт с «Бостон Селтикс» на сумму 19 миллионов долларов.

### Сакраменто Кингз (2021—2022)
7 августа 2021 года Томпсон был обменян в команду «Сакраменто Кингз» в результате сделки с участием «Атланты Хокс».

### Индиана Пэйсерс (2022)
8 февраля 2022 года Томпсон, Тайриз Халибертон и Бадди Хилд были обменяны в «Индиана Пэйсерс» на Джастина Холидея, Джереми Лэмба, Домантаса Сабониса и выбор второго раунда драфта 2023 года. 16 февраля Томпсон набрал максимальные в сезоне 17 очков, сделал 6 подборов и блок в победе над «Вашингтон Уизардс». 17 февраля после четырёх матчей «Пэйсерс» заключили с Томпсоном соглашение о выкупе контракта.

### Чикаго Буллз (2022)
19 февраля 2022 года Томпсон подписал контракт с командой «Чикаго Буллз».

### Лос-Анджелес Лейкерс (2023)
9 апреля 2023 года Томпсон подписал контракт с «Лос-Анджелес Лейкерс».

### Кливленд Кавальерс (2023—настоящее время)
12 сентября 2023 года Томпсон подписал однолетний контракт с «Кливленд Кавальерс».
23 января 2024 года НБА объявила о дисквалификации Томпсона на 25 матчей за нарушение антидопинговой программы лиги.

## Карьера в сборной
Томпсон представлял Канаду на чемпионате Америки ФИБА до 18 лет 2008 года, где его сборная завоевала бронзовые медали. Ещё раз баскетболист выступил за национальную команду на чемпионате мира ФИБА до 19 лет в Окленде, Новая Зеландия вместе со своим другом и партнёром по университетской команде, игроком НБА Кори Джозефом.
За взрослую сборную команду игрок выступал на чемпионате Америки 2013 года и олимпийском квалификационном турнире 2016 года на Филиппинах.

## Личная жизнь
Тристан — самый старший из четырёх сыновей Тревора и Андреа Томпсонов, выходцев из Ямайки. Его младший брат, Дишон, играл за школу Wesley Christian в Аллене, Кентукки, которая высоко котируется в США.
Тристан Томпсон также является двоюродным братом игрока в канадский футбол Джемала Томпсона.
В декабре 2016 года от модели Джордан Крэйг родился сын Принс.
С сентября 2016 года находился в отношениях со светской львицей Хлои Кардашьян. 12 апреля 2018 года родилась дочь Тру.
В феврале 2019 года Тристан и Хлои расстались из-за измены Тристана с Джордин Вудс — лучшей подругой сестры Хлои, Кайли Дженнер, и из-за других многочисленных измен Тристана во время беременности Хлои.

## Статистика

### Статистика в НБА
| Сезон   | Команда    | Регулярный сезон | Регулярный сезон          | Регулярный сезон         | Регулярный сезон         | Регулярный сезон                      | Регулярный сезон                   | Регулярный сезон            | Регулярный сезон           | Регулярный сезон              | Регулярный сезон              | Регулярный сезон         | Серия плей-офф  | Серия плей-офф            | Серия плей-офф           | Серия плей-офф           | Серия плей-офф                        | Серия плей-офф                     | Серия плей-офф              | Серия плей-офф             | Серия плей-офф                | Серия плей-офф                | Серия плей-офф           |
| Сезон   | Команда    | Сыгранные матчи  | Матчи в стартовой пятёрке | Количество минут за игру | Процент попаданий с игры | Процент попадания трёхочковых бросков | Процент попадания штрафных бросков | Количество подборов за игру | Количество передач за игру | Количество перехватов за игру | Количество блок-шотов за игру | Количество очков за игру | Сыгранные матчи | Матчи в стартовой пятёрке | Количество минут за игру | Процент попаданий с игры | Процент попадания трёхочковых бросков | Процент попадания штрафных бросков | Количество подборов за игру | Количество передач за игру | Количество перехватов за игру | Количество блок-шотов за игру | Количество очков за игру |
| ------- | ---------- | ---------------- | ------------------------- | ------------------------ | ------------------------ | ------------------------------------- | ---------------------------------- | --------------------------- | -------------------------- | ----------------------------- | ----------------------------- | ------------------------ | --------------- | ------------------------- | ------------------------ | ------------------------ | ------------------------------------- | ---------------------------------- | --------------------------- | -------------------------- | ----------------------------- | ----------------------------- | ------------------------ |
| 2011/12 | Кливленд   | 60               | 25                        | 23,7                     | 43,9                     | 0,0                                   | 55,2                               | 6,5                         | 0,5                        | 0,5                           | 1,0                           | 8,2                      | Не участвовал   | Не участвовал             | Не участвовал            | Не участвовал            | Не участвовал                         | Не участвовал                      | Не участвовал               | Не участвовал              | Не участвовал                 | Не участвовал                 | Не участвовал            |
| 2012/13 | Кливленд   | 82               | 82                        | 31,3                     | 48,8                     | 0,0                                   | 60,8                               | 9,4                         | 1,3                        | 0,7                           | 0,9                           | 11,7                     | Не участвовал   | Не участвовал             | Не участвовал            | Не участвовал            | Не участвовал                         | Не участвовал                      | Не участвовал               | Не участвовал              | Не участвовал                 | Не участвовал                 | Не участвовал            |
| 2013/14 | Кливленд   | 82               | 82                        | 31,6                     | 47,7                     | 0,0                                   | 69,3                               | 9,2                         | 0,9                        | 0,5                           | 0,4                           | 11,7                     | Не участвовал   | Не участвовал             | Не участвовал            | Не участвовал            | Не участвовал                         | Не участвовал                      | Не участвовал               | Не участвовал              | Не участвовал                 | Не участвовал                 | Не участвовал            |
| 2014/15 | Кливленд   | 82               | 15                        | 26,8                     | 54,7                     | -                                     | 64,1                               | 8,0                         | 0,5                        | 0,4                           | 0,7                           | 8,5                      | 20              | 15                        | 36,3                     | 55,8                     | -                                     | 58,5                               | 10,8                        | 0,5                        | 0,3                           | 1,2                           | 9,6                      |
| 2015/16 | Кливленд   | 82               | 34                        | 27,7                     | 58,8                     | -                                     | 61,6                               | 9,0                         | 0,8                        | 0,5                           | 0,6                           | 7,8                      | 21              | 21                        | 29,6                     | 52,7                     | -                                     | 57,5                               | 9,0                         | 0,7                        | 0,4                           | 0,9                           | 6,7                      |
| 2016/17 | Кливленд   | 78               | 78                        | 30,0                     | 60,0                     | 0,0                                   | 49,8                               | 9,2                         | 1,0                        | 0,5                           | 1,1                           | 8,1                      | 18              | 18                        | 31,2                     | 58,7                     | -                                     | 66,7                               | 8,3                         | 1,4                        | 0,5                           | 0,7                           | 8,2                      |
| 2017/18 | Кливленд   | 53               | 22                        | 20,2                     | 56,2                     | -                                     | 54,4                               | 6,6                         | 0,6                        | 0,3                           | 0,3                           | 5,8                      | 19              | 11                        | 21,9                     | 59,0                     | 0,0                                   | 74,1                               | 5,9                         | 0,6                        | 0,1                           | 0,4                           | 6,2                      |
| 2018/19 | Кливленд   | 43               | 40                        | 27,9                     | 52,9                     | -                                     | 64,2                               | 10,2                        | 2,0                        | 0,7                           | 0,4                           | 10,9                     | Не участвовал   | Не участвовал             | Не участвовал            | Не участвовал            | Не участвовал                         | Не участвовал                      | Не участвовал               | Не участвовал              | Не участвовал                 | Не участвовал                 | Не участвовал            |
| 2019/20 | Кливленд   | 57               | 51                        | 30,2                     | 51,2                     | 39,1                                  | 61,5                               | 10,1                        | 2,1                        | 0,6                           | 0,9                           | 12,0                     | Не участвовал   | Не участвовал             | Не участвовал            | Не участвовал            | Не участвовал                         | Не участвовал                      | Не участвовал               | Не участвовал              | Не участвовал                 | Не участвовал                 | Не участвовал            |
| 2020/21 | Бостон     | 54               | 43                        | 23,8                     | 51,8                     | 0,0                                   | 59,2                               | 8,1                         | 1,2                        | 0,4                           | 0,6                           | 7,6                      | 5               | 5                         | 26,4                     | 58,8                     | -                                     | 70,6                               | 9,8                         | 1,0                        | 0,8                           | 1,2                           | 10,4                     |
| 2021/22 | Сакраменто | 30               | 3                         | 15,2                     | 50,3                     | 100,0                                 | 53,3                               | 5,4                         | 0,6                        | 0,4                           | 0,4                           | 6,2                      | Не участвовал   | Не участвовал             | Не участвовал            | Не участвовал            | Не участвовал                         | Не участвовал                      | Не участвовал               | Не участвовал              | Не участвовал                 | Не участвовал                 | Не участвовал            |
| 2021/22 | Индиана    | 4                | 0                         | 16,5                     | 54,2                     | -                                     | 37,5                               | 4,5                         | 0,5                        | 0,0                           | 0,5                           | 7,3                      | Не участвовал   | Не участвовал             | Не участвовал            | Не участвовал            | Не участвовал                         | Не участвовал                      | Не участвовал               | Не участвовал              | Не участвовал                 | Не участвовал                 | Не участвовал            |
| 2021/22 | Чикаго     | 23               | 3                         | 16,3                     | 56,5                     | 0,0                                   | 54,2                               | 4,7                         | 0,6                        | 0,5                           | 0,3                           | 5,7                      | 5               | 0                         | 7,6                      | 40,0                     | -                                     | -                                  | 1,6                         | 0,4                        | 0,2                           | 0,0                           | 0,8                      |
| 2023/24 | Кливленд   | 49               | 0                         | 11,2                     | 60,8                     | 0,0                                   | 28,8                               | 3,6                         | 1,0                        | 0,2                           | 0,3                           | 3,3                      | 10              | 0                         | 8,7                      | 43,8                     | -                                     | 50,0                               | 2,0                         | 1,0                        | 0,1                           | 0,5                           | 1,5                      |
|         | Всего      | 779              | 478                       | 25,8                     | 52,1                     | 25,6                                  | 59,7                               | 8,1                         | 1,0                        | 0,5                           | 0,7                           | 8,7                      | 104             | 70                        | 25,2                     | 55,7                     | 0,0                                   | 61,7                               | 7,2                         | 0,8                        | 0,3                           | 0,7                           | 6,5                      |

### Статистика в NCAA
| Сезон   | Команда | Конференция | Год обучения («FR» — 1 курс, «SO» — 2 курс, «JR» — 3 курс, «SR» — 4 курс) | Сыгранные матчи | Матчи в стартовой пятёрке | Количество минут за игру | Процент попаданий с игры | Процент попадания трёхочковых бросков | Процент попадания штрафных бросков | Количество подборов за игру | Количество передач за игру | Количество перехватов за игру | Количество блок-шотов за игру | Количество очков за игру |
| ------- | ------- | ----------- | ------------------------------------------------------------------------- | --------------- | ------------------------- | ------------------------ | ------------------------ | ------------------------------------- | ---------------------------------- | --------------------------- | -------------------------- | ----------------------------- | ----------------------------- | ------------------------ |
| 2010/11 | Техас   | Big 12      | FR                                                                        | 36              | 34                        | 30,7                     | 54,6                     |                                       | 48,7                               | 7,8                         | 1,3                        | 0,9                           | 2,4                           | 13,1                     |
| Всего   | Всего   | Всего       | Всего                                                                     | 36              | 34                        | 30,7                     | 54,6                     |                                       | 48,7                               | 7,8                         | 1,3                        | 0,9                           | 2,4                           | 13,1                     |